# Дете зла
Дете зла (енгл. The Boy) америчко-кинески је хорор филм из 2016. године, редитеља Вилијама Брента Бела и писца Стејсија Меннеара. Представља међународну копродукцију између Кине и Сједињених Држава. Главне улоге играју Лорен Коан и Руперт Еванс. Снимање је отпочето 10. марта 2015 у Викторији. Издат је 22. јануара 2016. године у Сједињеним Државама, дистрибутера STX Entertainment-а. Филм је издат 25. фебруара 2016. године у Србији, дистрибутера MegaCom Film-а.
Филм је добио претежно помешане критике и генерално је боље прихваћен код публике него код критичара, критичари са сајта Rotten Tomatoes су га оценили са ниских 29%, док је од публике добио за нијансу виши проценат од 38%.  је на основу 10 рецензија доделио филму просечну оцену 42 од 100 што указује на претежно помешане оцене., док је публика коју је анкетирао CinemaScore дала филму просечну оцену B на скали од А до F.
Лорен Коан, која се претходно прославила по улози Меги из популарне телевизијске хорор серије Окружен мртвима, према речима критичара је веома убедљиво и добро изнела главну улогу.
Упркос помешаним и не тако добрим критикама остварио је солидан финансијски приход на благајнама, јер је са зарадом која се процењује на више од 60 милиона америчких долара успео да значајно увећа продукцијски буџет који је износио око 10 милиона америчких долара, што је и главни разлог за снимање самосталног наставка, под називом Брамс: Дечак II, који је издат 2020. године.

## Радња
Грета Еванс, америчка странкиња из Монтане, путује у Уједињено Краљевство након што ју је старији брачни пар, Хилшири, запослили као дадиљу. По њеном доласку, пар упознаје Грету са њеним послом: порцеланском лутком у природној величини по имену Брамс коју третирају као свог сина. Хилширови уче Грету о бризи Брамса и њиховој кући док су на одмору; остављајући јој списак строгих правила којих се треба придржавати, укључујући читање Брамсу гласним, јасним гласом и пуштање гласне музике за њега.
У почетку, Грета игнорише правила. Редовно зове сестру која јој говори да је њен бивши дечко, Кол, покушавао да сазна где се она налази. Малколм, локални достављач, често свраћа, а Грета сазнаје да је прави Брамс погинуо у пожару пре 20 година на његов осми рођендан. Малколм позива Грету да изађу, а она прихвата. Док се спрема за састанак, хаљина и накит јој нестају док је под тушем; чудним звуковима, нешто је мами на таван и закључава унутра, а следећег јутра је мистериозно пуштена напоље. Она објашњава Малколму шта се догодило и разговарају о правом Брамсу, за кога Малколм каже да га је господин Хилшир описао као „чудан”.
Догађају се чудни догађаји: у ходницима се чује јецај детета, прекидају се телефонски позиви и чини се да се лутка сама креће. Након што је примила телефонски позив у којем је дечији глас наговара да се придржава правила, Грета се закључава у своју собу. Затим пред вратима проналази сендвич са путером од кикирикија и желеом, њен омиљени, а дечији глас обећава да ће бити добар. Верујући да Брамсов дух живи у лутки, Грета почиње озбиљно да схвата правила.
Сећајући се да су Хилшири рекли да је Брамс стидљив, схвата да се лутка креће само када није у соби са њим; она то демонстрира Малколму, који постаје забринут. Он обавештава Грету да је девојка са којом је Брамс био пријатељ пронађена у шуми са смрсканом лобањом. Пре него што је полиција могла да испита Брамса, кућа Хилшира је спаљена са њим у њој. Малколм је упозорава да не остане, али Грета, која је претходно претрпела побачај након што ју је Кол претукао, осећа обавезу да брине о Брамсу. На другом месту, Хилшири пишу опроштајно писмо Брамсу пре него што се удаве.
Једне вечери стиже Кол, намеравајући да присили Грету да се врати кући. Ради Гретине безбедности, Малколм остаје у близини. Грета тражи помоћ од лутке. Кол се буди и види поруку исписану крвљу која му говори да оде. Верујући да су то урадили Грета или Малколм, љутито разбија лутку на комаде. Кућа почиње да се тресе и чују звукове иза зидова. Огледало експлодира; из рупе иза огледала излази прави, сада већ одрасли Брамс који носи порцеланску маску идентичну лицу лутке; након што је преживео пожар, Брамс живи у зидовима куће и ненормалан је. Брамс убија Кола, а затим се окреће против Малколма и Грете.
Док их гони, Грета и Малколм откривају Брамсову собу; лутка направљена од Гретине нестале хаљине, косе и накита седи у Брамсовом кревету, а Грета проналази опроштајно писмо од Хилшира, откривајући њихов план да оставе Грету иза себе као Брамсовог брачног друга. Брамс нокаутира Малколма, претећи да ће га убити ако Грета оде. Грета може да побегне из куће, али се враћа да спасе Малколма. Наоружавајући се одвијачем, позива се на правила и тера Брамса у кревет. Он тражи пољубац за лаку ноћ; кад покуша да је пољуби, она га убоде. Брамс покушава да је угуши, али она гура оружје дубље и он се сруши. Грета спашава Малколма и они беже из куће.
Касније се види неко како поправља лутку на степеницама.

## Улоге
| Глумац          | Улога           |
| --------------- | --------------- |
| Лорен Кохан     | Грета           |
| Руперт Еванс    | Малком          |
| Џим Нортон      | господин Хилшир |
| Дајана Хардкасл | госпођа Хилшир  |
| Бен Робсон      | Кол             |
| Стефани Лемелин | Сандин глас     |
| Џет Клајн       | Брамс Хилшир    |
| Џејмс Расел     | Брамс Хилшир    |
| Лили Патер      | Емили Крибс     |